# Ann Ahlberg
Ann Ahlberg, född 19 mars 1939 i Hofors, är en svensk finansdirektör.
Hon gick sekreterarutbildningen vid Bar-Lock-institutet 1960 och tog civilekonomexamen 1965.
Hon arbetade på Alfa Laval mellan 1960 och 1961, på SAF 1965-1966, och på Svenska Fläktfabriken 1966-1968. 1969 studerade hon i USA och kom sedan tillbaka till Svenska Fläktfabriken år 1970, där hon blev finansdirektör 1983.
Hon är dotter till köpmannen Wille Eriksson och Andrea, född Mattsson.